# Luitré-Dompierre
Luitré-Dompierre község Franciaország Bretagne régiójában, Ille-et-Vilaine megyében. Új községként 2019. január 1-jén jött létre két korábbi község: Luitré és Dompierre-du-Chemin egyesítésével. Lakosainak száma 1844 fő (2022. január 1.).

## Népesség
| Lakosok száma | 1880 | 1872 | 1851 | 1831 | 1823 | 1818 | 1818 | 1844 |
|               | 2015 | 2016 | 2017 | 2018 | 2019 | 2020 | 2021 | 2022 |